# Quilly (Ardenas)
Quilly es una comuna francesa situada en el departamento de Ardenas, en la región de Gran Este.

## Demografía
| 91 | 76 | 65 | 83 | 79 | 65 | 72 |
| Para los censos de 1962 a 1999 la población legal corresponde a la población sin duplicidades (Fuente: INSEE [Consultar]) |    |    |    |    |    |    |